# James H. Caldwell

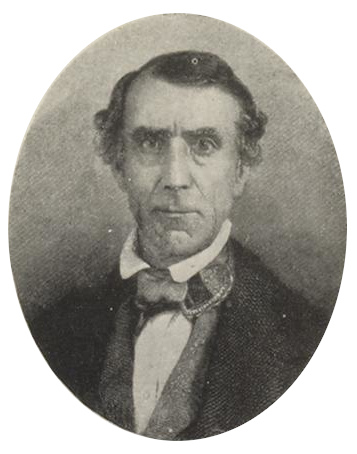
James H. Caldwell

James Henry Caldwell (* 10. Mai 1793 in Manchester; † 11. September 1863 in New York City) war ein britisch-amerikanischer Schauspieler und Theatermanager, der vor allem in New Orleans aktiv war.

## Leben
James Henry Caldwell war ein Sohn von Edward Henry Caldwell. Er reiste 1814 oder 1816 von England in die USA ein, wo er zunächst in Charleston in Alexandre Placides Theater tätig war. Er gründete und managte Theater in Nashville (1825), Cincinnati (1832), Mobile (1840), St. Louis und in New Orleans. Dort war er am St. Philip Street Theatre und am American Theatre tätig, wo er auch die Gasbeleuchtung einführte. 1835 richtete er dann das St. Charles Theatre ein. Er arbeitete bis 1843 als Schauspieler und bis zu seinem Tod als Theatermanager. Caldwell engagierte sich auch in städtischen Angelegenheiten. Er setzte sich für die Einführung der Gasbeleuchtung in New Orleans ein, für die Einrichtung des New Basin Canals, die New Orleans and Nashville Railroad Company und andere Einrichtungen, die der Öffentlichkeit zugutekamen, und hatte zeitweise auch öffentliche Ämter inne. Caldwell starb während eines Besuchs in New York und wurde in New Orleans bestattet.
Seine erste Ehefrau war eine Witwe namens Wormsley aus Fredericksburg. Von ihr stammte sein nach William Shakespeare benannter erster Sohn, der um 1826 geboren wurde, ein engagierter Katholik wurde und den Little Sisters of the Poor in Richmond eine Heimstätte gab. Dieser bekam später zwei Töchter: Nach Mary Gwendolin ist die Mary Gwendolin Hall of Divinity der katholischen Universität von Washington benannt; die zweite Tochter, Mary Eliza, heiratete den Baron Moritz von Zedtwitz.
1836 heiratete James Henry Caldwell nach Angaben zur Familie Caldwell Margaret Placide, eine Tochter von Henry Placide. Mit ihr bekam er zwei Söhne und eine Tochter, die das Kindesalter nicht überlebte. Chase jedoch erklärt, es habe sich um eine Margaret Abrams gehandelt, die 1857 gestorben sei und deren überlebende Söhne Caldwell später adoptiert habe. Vor dieser Adoption habe er Josephine Rowe geheiratet, die, obwohl sehr jung, fünf Jahre vor seinem eigenen Tod gestorben sei.
Mit der Schauspielerin Jane Placide, die 1835 starb, verband ihn eine Liebesbeziehung, die ihm eine Duellforderung von Edwin Forrest eintrug. Caldwell ließ sie auf dem Girod Cemetery bestatten. Der Grabstein trug nach seinem Wunsch die Verse
There's not an hour

Of day or dreaming night but I am with thee;

There's not a breeze but whispers of thy name,

And not a flower that sleeps beneath the moon

But in its hues or fragrance tells a tale

Of thee'.
(deutsch:)

Es gibt keine Stunde

Vom Tag oder der träumenden Nacht, aber ich bin bei dir;

Es weht keine Brise, aber Flüstern deines Namen,

Und nicht eine Blume, die unter dem Mond schläft

Aber in seinen Farbtönen oder seinem Duft erzählt es eine Geschichte

Von dir'.
Sie stammen von Barry Cornwall.

## Theater in New Orleans
In New Orleans hatte es vor Caldwells Eintreffen im Jahr 1820 nur sporadisch englischsprachige Theateraufführungen gegeben, die gängige Sprache dafür war bislang Französisch gewesen. Caldwells Truppe machte, so John S. Kendall in seinem Werk The Golden Age of the New Orleans Theatre, das englischsprachige Theater in New Orleans zu einer dauerhaften intellektuellen Institution.
Sein in den Jahren 1822 bis 1824 errichtetes American Theatre wurde noch mit einer aus England importierten Vorrichtung mit Gas beleuchtet, das aus Kohle gewonnen wurde. In der Folge wurde dann die Gasgesellschaft gegründet, die in New Orleans Straßen und Haushalte mit Gas versorgte. Das American Theatre, erbaut nach Plänen eines Architekten namens Gott, wurde mit dem Stück Town and Country eingeweiht. Caldwell spielte darin die Hauptrolle. Das Theater brannte 1855 ab.
In den 1830ern zog er sich zeitweise von der Bühne zurück, um sich ganz dem Gasgeschäft zu widmen, kehrte jedoch dann wieder in seinen angestammten Beruf zurück und ließ das erste St. Charles Theatre nach Plänen von A. Mondelli errichten. Das Haus, das 4.100 Plätze fasste, galt seinerzeit als das feinste Theaterbauwerk in den USA. Sieben Jahre nach seiner Erbauung brannte das Theater, das einen riesigen gasbetriebenen Kronleuchter besaß, ab. Ein zweites St. Charles Theatre, errichtet von Caldwells Konkurrenten Noah Ludlow und Sol Smith, erlitt dasselbe Schicksal. Es existierte von 1843 bis 1899. Das dritte St. Charles Theatre wurde 1967 abgerissen.

## Der „father of gas“
Neben seinen Theateraktivitäten kümmerte James Henry Caldwell sich um den Ausbau der Stadt New Orleans. 1832 gründete er die New Orleans Gas Light Company. Zunächst fand er in der Bürgerschaft keine finanzielle Unterstützung, weshalb er schließlich beschloss, New Orleans auf eigene Kosten mit einer Gasbeleuchtung zu versehen, was er 1833 durchführte. Damit war New Orleans nach Baltimore, New York und Boston eine der ersten Städte in den USA, die über eine solche Einrichtung verfügten. Das 1834/35 erbaute Gaswerk wurde mit Sklaven betrieben.
Bis zur Einführung der elektrischen Beleuchtung 1887 wurde die von Caldwell eingeführte Gasbeleuchtung genutzt. Seine Bemühungen trugen ihm die Bezeichnung „the father of gas“ ein. Aus seiner New Orleans Gas Light Company wurde schließlich die prosperierende New Orleans Gas Light and Banking Company, die Einfluss im ganzen Staat erlangte. Caldwell als Präsident der Gesellschaft gewann damit auch politischen Einfluss. Er gehörte den Demokraten an.